# Gutierre Silvio
Gutierre Silvio (em latim Gutierres Sylvius, nasceu aproximadamente no século VIII), foi um nobre cavaleiro cristão que viveu durante o reinado dos reis: Dom Pelágio, Dom Favila e Dom Afonso I, ele teria lutado ao lado dos reis cristãos contra os Sarracenos que invadiram a península Ibérica no século VIII. Segundo alguns historiadores e genealogistas, Dom Gutierre Silvio seria descendente dos Silvios,  uma das antigas famílias romanas que habitavam a península ibérica desde a antiguidade quando os romanos a conquistaram, e teria permanecido com certo grau de poder mesmo depois da queda do Império romano e a  criação dos reinos germânicos Suevo e Visigótico na região. 
Sabe-se muito pouco sobre a vida deste cavaleiro, alem de ele ser um rico-homem, ele teria participado de batalhas importantes durante o inicio da reconquista; e seria antepassado de grandes cavaleiros cristãos que também lutaram na reconquista, como Sisnando Silvio e Tello Silvio, entre outros; seu descendente Gutierre Pelaez de Silva, seria o primeiro a adotar o sobrenome Silva, por ser senhor da Torre e Quinta de Silva, o que para alguns prova a ascendência da família Silva até os Silvius  da antiguidade. 

## Descendência
Entre seus descendentes estão:
- Ormesinda Silvia, sua Neta
- Sisnando Silvio
- Conde Silvio
- Tello Silvio
- Gutierre Silvio, seu bisneto
- Gutierre Pelaez de Silva[2][4]

## Referencias
1. 1 2 3  Castro, Luis de Salazar y (1685). Historia genealogica de la casa de silva: donde se refieren las acciones mas señaladas de sus señores, las fundaciones de sus mayorazgos, y la calidad de sus alianças matrimoniales : justificada con instrumentos, y historias fidedignas, y adornada con las noticias genealogicas de otras muchas familias ; dividida en XII. libros (em espanhol). [S.l.]: Alvarez y Llanos
2. 1 2  Alarcon, Antonio Suárez de (1661). Arbol genealogico y resumen breve de la Varonía de Don Fernando Tellez de Faro y Silva, Conde de Arada (em espanhol). [S.l.]: por Diego Diaz de la Carrera
3. ↑  Piferrer, Francisco (1857). Nobiliario de los reinos y señoríos de España ...: ilustrado con un diccionario de heráldica, adornado con más de dos mil escudos de armas ... (em espanhol). [S.l.]: en la Redaccion, calle del Colmillo
4. 1 2  Moreri, Louis (1753). El gran diccionario histórico o Miscellanea curiosa de la Historia Sagrada y profana ... (em espanhol). [S.l.]: a costa de los libreros privilegiados